# Prentice Hall
Prentice Hall fue una editorial educativa estadounidense. Funcionó como una empresa independiente durante la mayor parte del siglo XX. En sus últimos años fue adquirida, y posteriormente absorbida, por Savvas Learning Company.  En la era web, distribuyó sus títulos técnicos a través del servicio de referencia electrónica Safari Books Online.

## Historia
El 13 de octubre de 1913, el profesor de derecho Charles Gerstenberg y su estudiante Richard Ettinger fundaron Prentice Hall. Gerstenberg y Ettinger usaron los apellidos de soltera de sus madres, Prentice y Hall, para nombrar la empresa.  En aquella época, el nombre se solía escribir como Prentice-Hall (compárese también McGraw-Hill con el estilo posterior como McGraw Hill). Prentice-Hall se hizo conocida como editorial de libros comerciales de autores como Norman Vincent Peale; libros de texto de primaria, secundaria y universidad; y libros profesionales.  Prentice-Hall adquirió a Deltak en 1979. 
Prentice-Hall fue adquirida por Gulf+Western en 1984 y pasó a formar parte de la división editorial de esa compañía, Simon & Schuster .  S&S vendió varias subsidiarias de Prentice-Hall: Deltak y Resource Systems fueron vendidas a National Education Center .  Reston Publishing fue cerrada. 
En 1989, Prentice Hall Information Services fue adquirida por Macmillan Inc.  En 1990, Prentice Hall Press, una editorial de libros comerciales, se trasladó a Simon & Schuster Trade y la división de referencia y viajes de Prentice Hall se trasladó a la unidad de mercado masivo de Simon & Schuster.  La publicación de libros comerciales finalizó en 1991.  En 1994, Paramount, sucesora de Gulf+Western, fue vendida a Viacom .  Prentice Hall Legal & Financial Services se vendió a CSC Networks y CDB Infotek. Wolters Kluwer adquirió Prentice Hall Law & Business.  En 1998, la división educativa de Simon & Schuster, incluido Prentice Hall, fue vendida a Pearson plc por Viacom, sucesora de G+W. Posteriormente, Pearson absorbió los títulos de educación superior y de referencia técnica de Prentice Hall en Pearson Education. Pearson vendió su publicación educativa K-12 en los Estados Unidos en 2019. La división pasó a llamarse Savvas Learning. Los títulos escolares y de K-12 de Prentice Hall fueron absorbidos por Savvas Learning junto con los dominios web de Prentice Hall, que pasaron a redirigir a la página de inicio de Savvas Learning y las marcas comerciales de Prentice Hall fueron transferidas a Savvas Learning Company.  

## Títulos notables
- American Government de Magruder
- Biology de Ken Miller y Joe Levine
- Sociology and Society: The Basics de John Macionis.
- Su serie sobre inteligencia artificial incluye 
  - Inteligencia Artificial: Un Enfoque Moderno de Stuart J. Russell y Peter Norvig
  - ANSI Common Lisp de Paul Graham
- El lenguaje de programación C de Brian Kernighan y Dennis Ritchie
- Sistemas Operativos: Diseño e implementación de Andrew S. Tanenbaum
- Winthrop Publishers, una subsidiaria de Prentice Hall con sede en Cambridge, Massachusetts, [10] publicó una serie de libros sobre programación a partir de mediados de la década de 1970 que fue editada por Richard W. Conway . [11]

## En la historia de la computadora personal
Reston Publishing, una subsidiaria de Prentice Hall,   estuvo al frente de la publicación de libros técnicos cuando las microcomputadoras comenzaron a estar disponibles. Todavía no estaba claro quién compraría y utilizaría "computadoras personales", y la escasez de software e instrucciones útiles creó un nicho de mercado cuyo público objetivo aún estaba por definir. Siguiendo el espíritu de los pioneros que hicieron posible las PC, los editores de Reston Publishing se dirigieron a los usuarios no técnicos con el tranquilizador y ligeramente experimental Computer Anatomy for Beginners de Marlin Ouverson. Continuaron con una colección de libros que en general estaban hechos por y para programadores, creando una colección sólida de títulos en los que confiaron muchos de los usuarios de microcomputadoras de la primera generación.